# Hypnum formianum
Hypnum formianum là một loài Rêu trong họ Hypnaceae. Loài này được (Fior.-Mazz.) Schimp. mô tả khoa học đầu tiên năm 1876.